# Hespérie tachetée
Espèce
Synonymes
- Nisoniades martialis Scudder, 1869
- Thanaos quercus Butler, 1870
- Nisoniades ausonius Lintner, 1872

L'Hespérie tachetée (Erynnis martialis) est une espèce de lépidoptères de la famille des Hesperiidae.

## Description
L'imago de l'Hespérie tachetée est gris foncé. Ses ailes, d'une envergure variant entre 25 et 29 mm, sont tachetées de brun-jaune clair et de brun foncé. Les individus frais arborent des reflets violacés.
La chenille est vert pâle, avec la tête plus foncée. 

## Répartition
L'espèce est présente dans la moitié est de l'Amérique du Nord. Au Canada, on la retrouve dans le Sud de l'Ontario et le Sud-Est du Manitoba. Historiquement, on la retrouvait aussi au Québec, mais elle y est désormais considérée disparue. Aux États-Unis, son aire de répartition s'étend de la Pennsylvanie au Minnesota, jusqu'au Texas et en Géorgie. Elle est considérée comme disparue de l'état du Connecticut.

## Biologie
La chenille se nourrit de deux espèces de céanothes: le Céanothe d'Amérique (Ceanothus americanus) et le Céanothe à feuilles étroites (C. herbaceus). L'adulte butine les grémils, la Verveine veloutée (Verbena stricta), entre autres.

### Liens taxonomiques
- (en) Catalogue of Life : Erynnis martialis Scudder, 1869 (consulté le 25 décembre 2020)
- (fr + en) ITIS : Erynnis martialis  (Scudder, 1869)
- (en) NCBI : Erynnis martialis (taxons inclus)